# Ericeia amplipennis
Ericeia amplipennis är en fjärilsart som beskrevs av Louis Beethoven Prout 1922. Ericeia amplipennis ingår i släktet Ericeia och familjen nattflyn. Inga underarter finns listade i Catalogue of Life.